# Gersdorffite
La gersdorffite è un minerale.

## Etimologia
Il nome deriva da Herr von Gersdorff, padrone della miniera austriaca Schladming Mine.

## Abito cristallino
Massivo, tabulare.

## Origine e giacitura
L'origine è idrotermanle di media temperatura. Il minerale si trova nei giacimenti metalliferi insieme ad altri minerali di nichel (niccolite, cloantite) e di cobalto (smaltite).

## Forma in cui si presenta in natura
Rarissimi sono i cristalli, generalmente il minerale è in masse compatte.

## Proprietà chimico-fisiche
Peso molecolare = 168,68 g/gm
Composizione.
- Nichel: 35,42 %;
- Arsenico: 45, 22 %
- Zolfo: 19,35%

## Località di ritrovamento
- In Europa: Müsen nella Vestfalia e varie miniere dell'Harz e del Bad Lobenstein in Turingia (Germania); a Schladming in Stiria sono stati trovati dei campioni ricchi e ad Olsa in Carinzia si trova una varietà antimonifera detta corynite che si presenta in cristalli ottaedrici;[2]
  - In Italia: nelle miniere di Cortabbio in Valsassina.[2]
- Resto del mondo: In Marocco, ove sono stati ritrovati i campioni migliori; nelle regioni di Sudbury e di Cobalt nella provincia dell'Ontario (Canada).[2]